# District d'Altkirch
Le district d'Altkirch est une ancienne division territoriale française du département du Haut-Rhin de 1790 à 1795.
Il était composé des cantons de Altkirch, Ferrette, Habsheim, Hirsingen, Huningue, Landser et Louterbach.